# Vestmanski otoki
Vestmanski otoki (islandsko: Vestmannaeyjar) so otočje ob južni obali Islandije.
Največji otok je Heimaey in ima 4135 prebivalcev. Drugi otoki so nenaseljeni, na šestih stojijo posamezne lovske koče. Vestmanski otoki so postali mednarodno prepoznavni leta 1973 z izbruhom vulkana Eldfell, ki je uničil številne zgradbe in prisilil prebivalce v več mesecev trajajočo evakuacijo na celinski del Islandije.

## Geografija
Otočje je nastalo v mlajšem pleistocenu in je znano po številnih podmorskih vulkanskih izbruhih. Gre za verigo vulkanskih otokov, ki se nadaljujejo od južno od vulkana Eyjafjallajökull, ki leži na glavnem otoku, Islandiji. Sistem je dolg okoli 38 km in širok 30 km.
Heimaey, ki je največji otok in edini z večjim naseljem, se je v preteklosti izkazal s svojim naravnim pristaniščem ter z ribiško bogatim morjem. Zato je to še danes eno najpomembnejših ribiških naselij na Islandiji.
Vestmanski otoki imajo površino skupaj 16.3 km² in obsegajo naslednje otoke:
- Heimaey (14,5 km²)
- Surtsey (1,41 km²)
- Elliðaey (0,45 km²)
- Bjarnarey (0,32 km²)
- Álsey (0,25 km²)
- Suðurey (0,20 km²)
- Brandur (0,1 km²)
- Hellisey (0,1 km²)
- Súlnasker (0,03 km²)
- Geldungur (0,02 km²)
- Geirfuglasker (0,02 km²)
- otoki Hani, Hæna, Hrauney in Skerry Grasleysa se imenujejo Smáeyjar (majhni otoki).

## Zgodovina
Otoke so poimenovali po gelskih (irskih) sužnjih, ki so jih v suženjstvo pripeljali Norvežani. Staronordijska beseda Vestmenn, dobesedno »zahodni možje«, je bila uporabljena za Irce, čeprav leži Irska vzhodneje od Islandije. (Nordijski Gelci so pogosto sebe imenovali Ostmen ali Austmenn - vzhodni možje.)
Nedolgo zatem, ko je Ingólfur Arnarson prispel na Islandijo, so njegovega pobratima Hjörleifurja Hróðmarssona umorili sužnji. Ingólfur jih je izsledil na Vestmanskih otokih in jih vse pobil.
16. julija 1627 so otoke s floto treh ladij zajeli pirati iz Alžira, ki so tam ostali do 19. julija. Že prej so vdrli v Austfirðir, drugi napad, pod poveljstvom Murata Reisa iz Sale v Maroku, se je zgodil v Grindavíku junija istega leta. Pirati so zasužnjili 234 otočanov in jih odpeljali v Alžir, kjer je večina od njih preživela preostanek svojega življenja v suženjstvu. Eden od ujetnikov, luteranski minister Ólafur Egilsson, se je uspel leta 1628 vrniti in napisati knjigo o svoji izkušnji. Leta 1636 je bila plačana odkupnina za 34 ujetnikov in večina od njih se je vrnila na Islandijo.
Od leta 1998 do 2003 je bil otok Heimaey dom Keika, kita ubijalca, zvezde filma Free Willy.
Otoki slovijo po svojem letnem festivalu Þjóðhátíð ("Narodni Festival"), ki privablja na tisoče ljudi. Festival je prvič potekal leta 1874, hkrati s praznovanjem Islandije v spomin na 1000. obletnico poselitve. Prebivalcem Vestmanskih otokov je slabo vreme preprečevalo plovbo na celinsko proslavo in so zato praznovali na lokalni ravni.

## Geologija
Območje je zelo vulkansko aktivno, kot tudi ostala Islandija. 
Najstarejše kamnine so stare približno 70.000 - 100.000 let, torej je to eno izmed najmlajših ozemelj na Islandiji.
Tuf Háin je nastal ob eksplozivnih izbruhih piroklastičnih tokov na severozahodu Heimaeyja pred približno 8.000 leti. Pred približno 7.500 leti so se pojavili paklifi Norðurklettar tudi na severozahodu Heimaeyja. Otoki Alsey, Brandur, Suðurey in Hellisey so nastali pred približno 6.000 leti in so podobni kot Surtsey.
Pred približno 4.600 leti je nastal krater Stórhöfði na Heimaeyju. Tukaj so tudi podmorski ognjeniki. Stožec Sæfell na Heimaeyju je nastal zaradi zelo eksplozivnega izbruha vulkana pred približno 4.300 leti, nastali pa so tudi piroklastični tokovi. Tudi tukaj so sledili podmorski izbruhi. Pred približno 4.000 leti je bil izbruh vulkana Helgafell na Heimaeyju z eksplozivno in efuzijsko fazo, ko so nastali lavini tokovi in plasti pepela.
Verjetno je bil tudi leta 1637 podmorski izbruh jugozahodno od Heimaeyja, ki je trajal približno 70 dni. Izbruh je bil verjetno eksploziven. 
Prav tako obstaja podatek o podmorskem izbruhu vulkana 3,8 navtičnih milj jugovzhodno od Geirfuglaskerja in 3,6 navtičnih milj južno od Súlnaskerja leta 1896, kar je bilo objavljeno v reviji Ísafold 3 oktobra istega leta.
Zadnji serijski izbruh Surtseyja v letih 1963-1967 in izbruh Eldfella na otoku Heimaey v letu 1973 sta pokazala, da je sistem v razvoju. V obeh primerih pa so bili zaznani tudi podmorski ognjeniki na drugih lokacijah v istem vulkanskem sistemu.
Na splošno je presenetljivo, da je večina zaznanih aktivnosti osredotočena na Heimaey, zato domnevajo, da je magma skoncentrirana pod osrednjim otokom.
Dva večja izbruha sta se torej zgodila v 20. stoletju: izbruh vulkana leta 1963, ki je ustvaril nov otok Surtsey in izbruh vulkana Eldfell na otoku Heimaey januarja 1973, ki je ustvaril 200 metrov visoko goro na mestu, kjer je bil prej travnik. 5000 prebivalcev edinega kraja Vestmannaeyjabær so morali začasno evakuirati na celino.

## Izbruh vulkana Eldfell
23. januarja 1973 ob 1:55 je najprej iz 300 m dolge, pozneje 1,6 km dolge razpoke, komaj 200 m od vzhodnega roba mesta Vestmannaeyjabær, pričela teči razbeljena bazaltna lava iz približno štiridesetih »lavinih fontan«, ki so bruhale lavo do 150 m visoko. Razpoka je potekala od ene do druge obale tega dela otoka. Najprej je lava tekla proč od mesta in tudi rahel zahodnik, neobičajen za ta letni čas, je izbruhano piroklastično gradivo nosil proč od mesta. V začetku je iz razpoke odtekalo 100 m³/s lave in pepela, sredi marca pa samo še 10 m³/s. Pepela se je zelo kmalu nabralo za dva metra na debelo, do konca januarja pa že 5 metrov, tako da se je večina streh udrla pod težo. Prostovoljci, ki so ostali na otoku, so hiše reševali z gašenjem z morsko vodo, kar se je izkazalo za zelo uspešno, pristanišče pa zaščitili pred zalitjem z izgradnjo usmerjevalnih nasipov. Zaradi izhlapele morske vode se je na območjih ohlajevanja lave nabralo do 220.000 ton soli. Izbruh je po štirih mesecih, konec maja 1973, postajal vse šibkejši in konec junija v glavnem ponehal. Njegov rezultat je bilo povečanje otoka za 2,2 km² in nastanek nove vulkanske vzpetine, visoke 215 m, imenovane Eldfell ali Ognjena gora.

## Podnebje
Otočje ima oceansko podnebje. Najhladnejša meseca sta januar in februar s povprečno temperaturo 1,5 °C, v juliju in avgustu doseže 10,5 °C. Nihanja so majhna. Absolutno so skrajne temperature med -14 °C in 19 °C. Otoki imajo v povprečju 1600 mm padavin na leto. Pogoste so nevihte. Še posebej v zimskem času lahko v teh nevihtah vetrovi pihajo nad 150 km/h. Vremenska postaja se nahaja na polotoku Stórhöfði. Poleg tega so tukaj tudi najvišji valovi v obalni regiji Islandije. V januarju 1990 je bilo opaziti jugovzhodno od Surtseyja valove do višine 23,3 metrov.

## Promet
Dostopnost otokov je bil do sredine 20. stoletja relativno slaba. Izboljšala se je leta 1942, ko je bilo zgrajeno pristanišče na Heimaeyju. Do tedaj so se morale večje ladje zasidrati in potnike s čolni na vesla, kasneje pa z motornimi čolni prepeljati na kopno, kar je bilo precej težko v razburkanem morju.
Do poletja leta 2010 je vozil trajekt Herjólfur III. iz Þorlákshöfna približno tri ure, saj so bile druge. 
Območja nasproti otokov na celini so bila dolgo neprimerna za pristanišče. V letu 2010 je bilo končno zgrajeno pristanišče, imenovano Landeyjahöfn, ki se nahaja v bližini Seljalandsfossa. Od 20. julija 2010 trajekt Herjólfur v pol ure do 5-krat dnevno prevozi pot to pristanišča na otoku Heimaey. Novo trajektno pristanišče ima predvsem po zimskih neurjih težave z zasipavanjem in akumulacijo peska.
Na otoku Heimaey je tudi manjše letališče, do koder letijo letala iz Reykjavíka ali Bakkija.

## Znamenitosti
- Skansinn z norveško cerkvijo (Stafkirkjan) (iz leta 2000) in Landlyst (iz leta 1847).
- Landakirkja: ena najstarejših cerkvenih zgradb na otoku (iz leta 1778).
- Severni Pompeji: izkopavanja na območju razlitja vulkana Eldfell (1973).
- Pokopališče s spomenikom žrtvam izbruha vulkana Eldfell.
- Stórhöfði: najjužnejša točka otoka Heimaey, kjer je velika kolonija mormonov in najbolj vetrovna točka v Evropi.
- Gaujulundur: vrt, obdan s poljem lave.